# Immeuble Stagelschmidt
L'immeuble Stagelschmidt (en serbe cyrillique : Зграда Штагелшмит ; en serbe latin : Zgrada Štagelšmit) est situé à Zrenjanin, dans la province de Voïvodine et dans le district du Banat central, en Serbie. Avec l'ensemble du quartier ancien de la ville, il est inscrit sur la liste des entités spatiales historico-culturelles de grande importance de la République de Serbie (identifiant no PKIC 48) et, à ce titre, sur la liste des monuments culturels de grande importance.

## Présentation
L'immeuble, situé 17 rue Aleksandra I Karađorđevića, a été construit pour la riche famille du marchand et industriel Paul Stagelschmidt par un maître d'œuvre ou un architecte inconnu. Il est caractéristique du style néo-Renaissance.
En 1995, il a été restauré avec l'autorisation de l'Institut provincial pour la protection du patrimoine de Novi Sad. Le grenier a été adapté pour y installer des logements et le toit a été surélevé et doté de chiens-assis. Au rez-de-chaussée, les ouvertures originelles avec leurs portes en bois ont été réhabilitées.